# شیرشکری

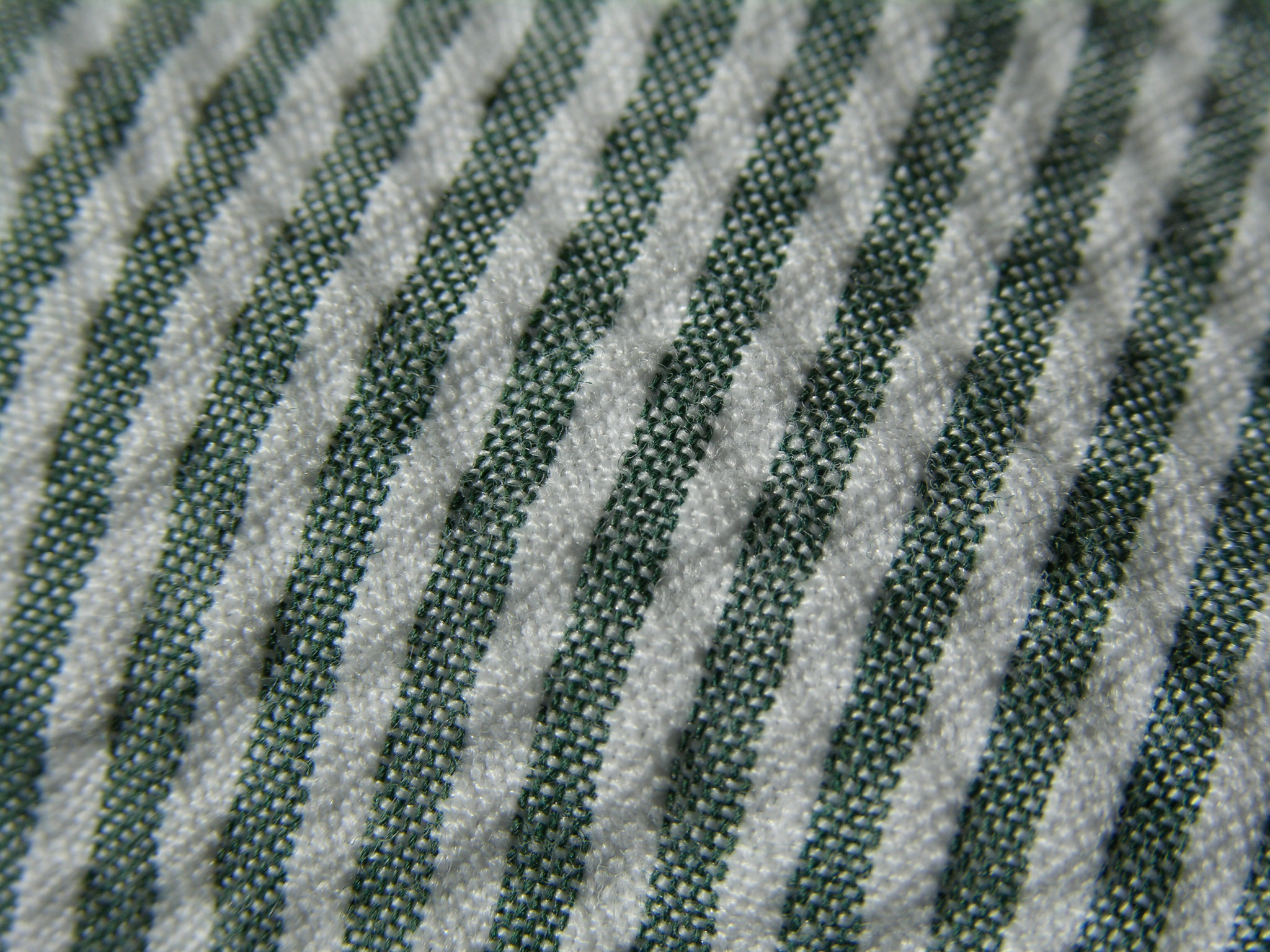
پارچه شیرشکری با طرح راه‌راه

شیرشکری (به انگلیسی: Seersucker or railroad stripe)گونه‌ای پارچه نخی سبک است. سطح آن دارای برجستگی‌های منظم و کوچکی است و معمولاً با طرح راه‌راه یا پیچازی بافته می‌شود.
در گذشته داشتن عمامه شیرشکری در میان بازاریان ایران رایج بود.

## نگارخانه

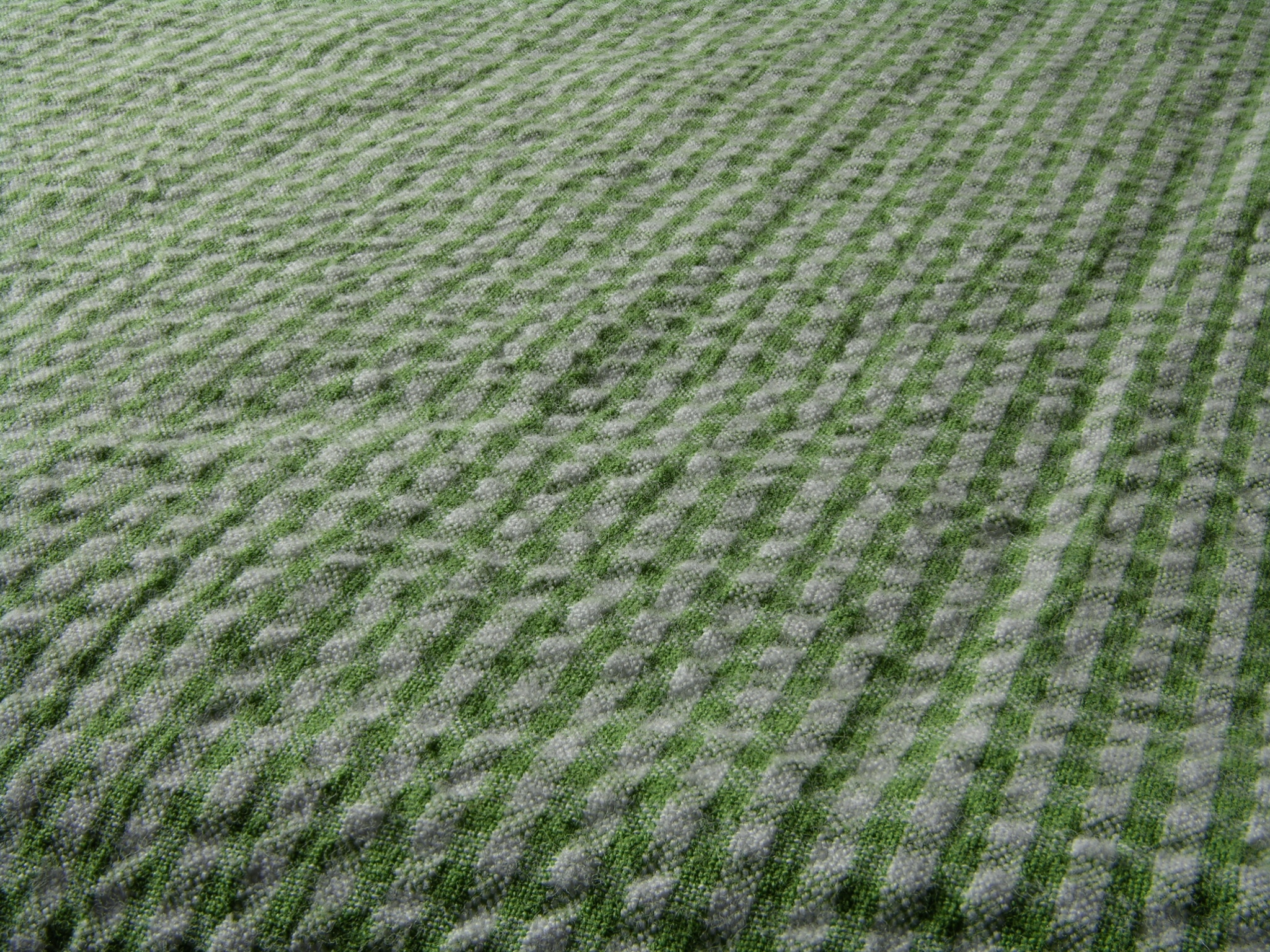
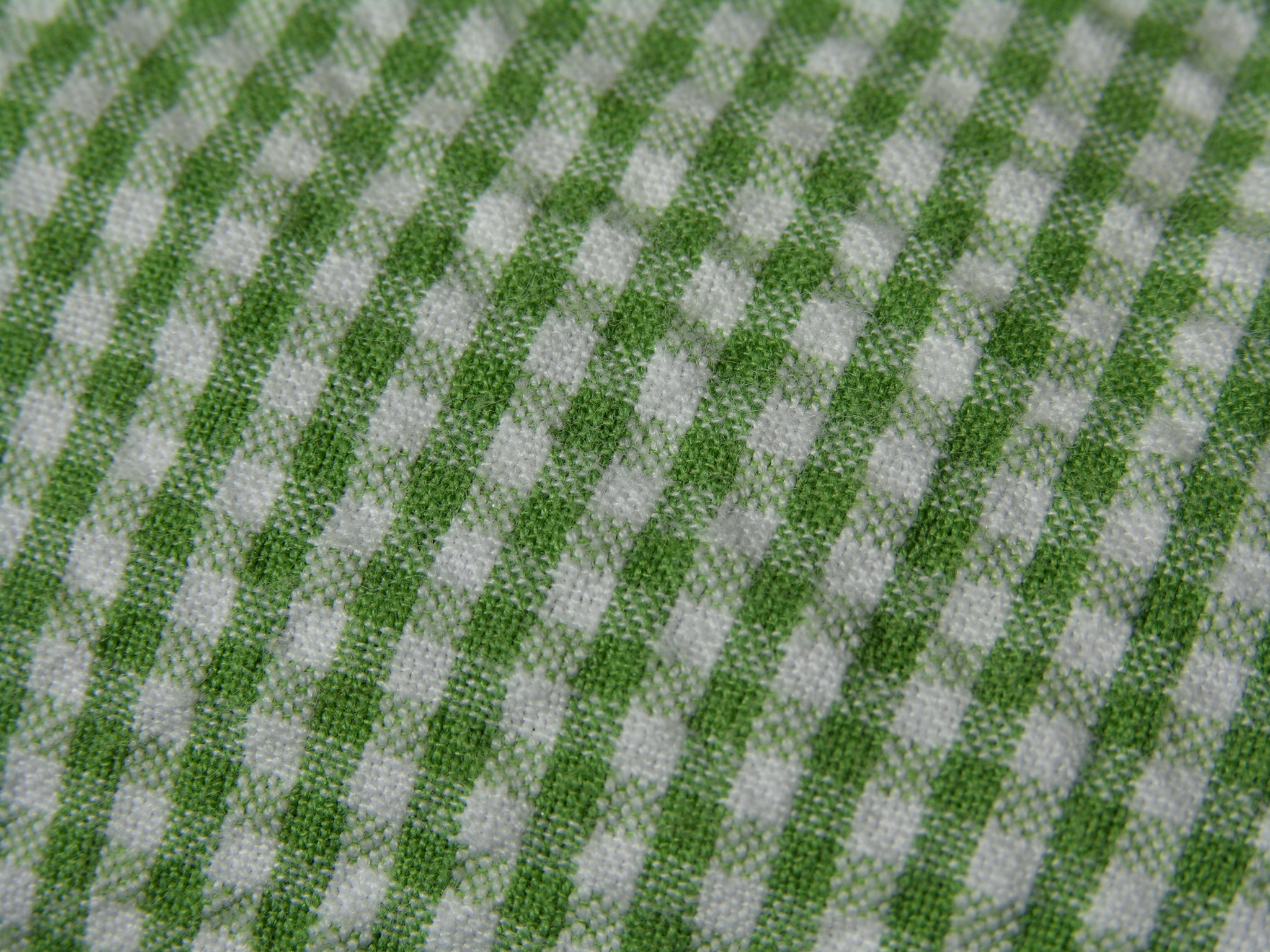
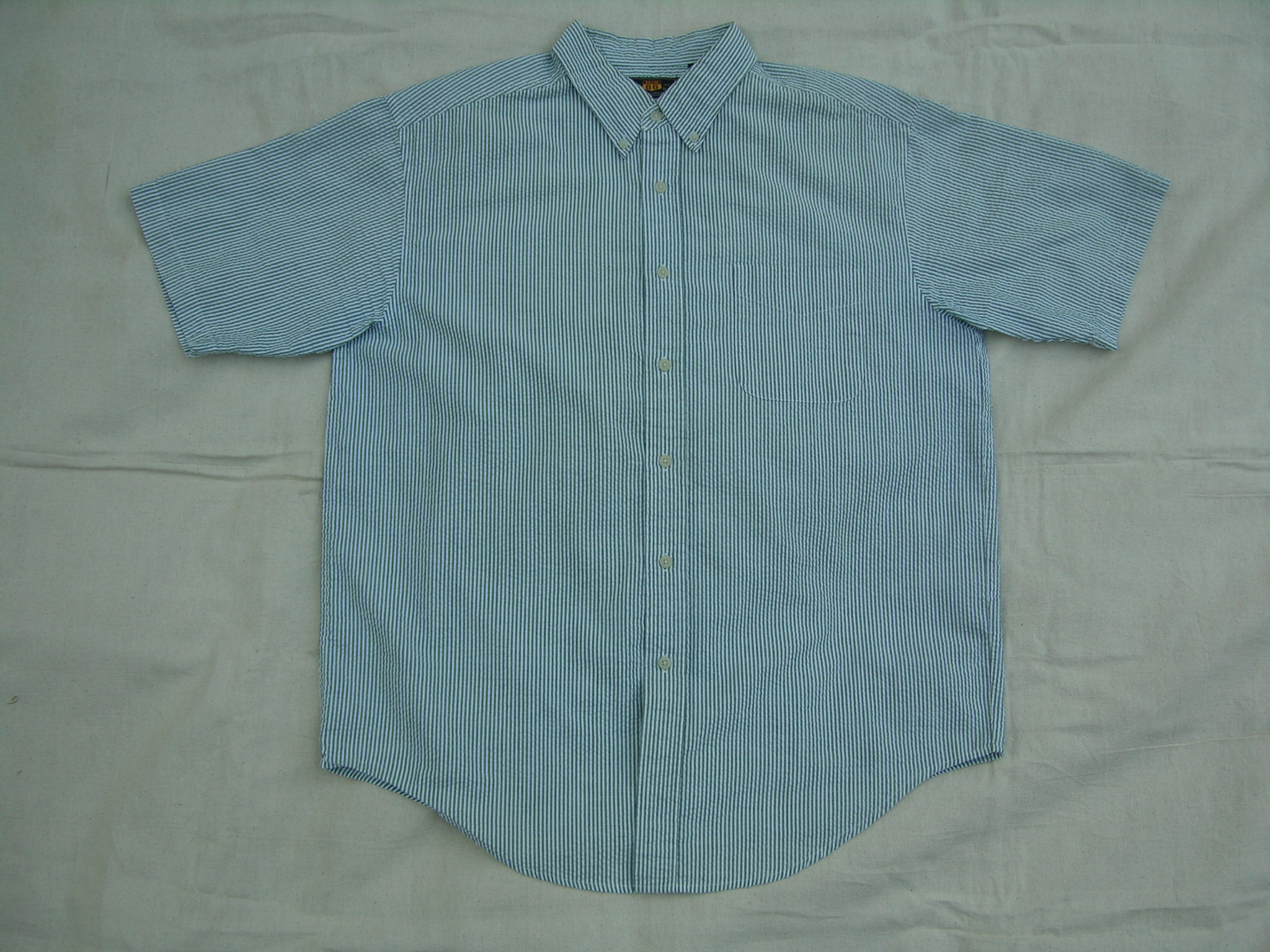
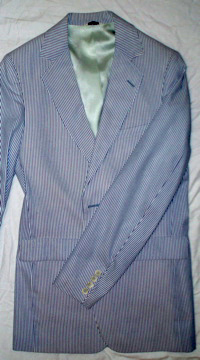